# Équipe du Qatar féminine de football

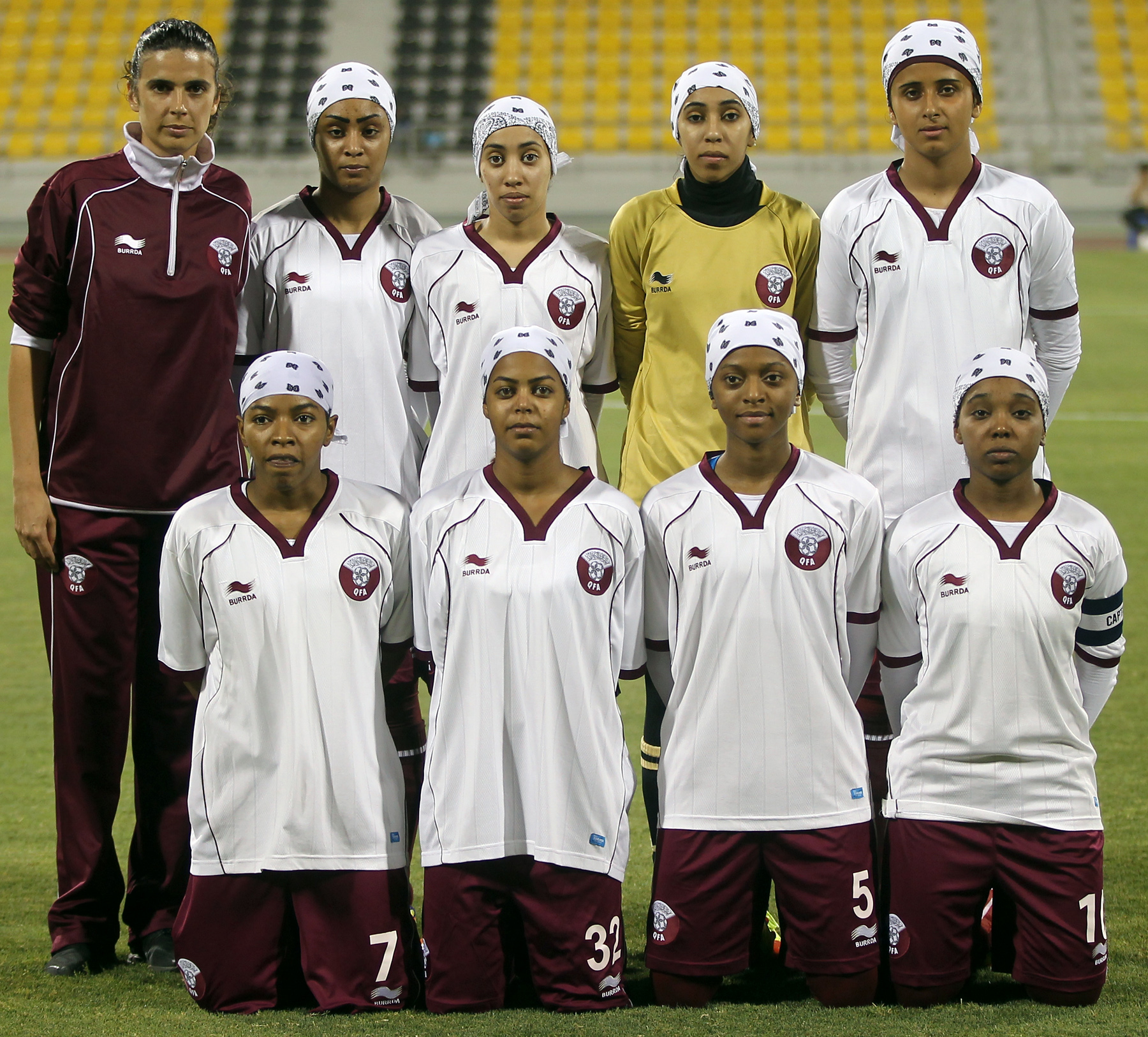
L'équipe du Qatar de football féminin le 26 mai 2012 en football contre le Koweït.

Cet article traite de l'équipe féminine. Pour l'équipe masculine, voir Équipe du Qatar de football.
Maillots
L'équipe du Qatar féminine de football est l'équipe nationale qui représente le Qatar dans les compétitions internationales de football féminin. Elle est gérée par la Fédération du Qatar de football.
Le Qatar joue son premier match officiel le 18 octobre 2010 à Manama contre Bahreïn, pour une défaite sur le score de 17 à 0. 
Les Qataries n'ont jamais participé à une phase finale de compétition majeure de football féminin, que ce soit la Coupe d'Asie, la Coupe du monde ou les Jeux olympiques.